# Eusideroxylon
Eusideroxylon é um género botânico pertencente à família Lauraceae.